# Estación de Los Peñascales
Los Peñascales era un apeadero ferroviario situado en el barrio del mismo nombre, en el municipio de Las Rozas de Madrid. Formaba parte de la línea C-8 de Cercanías Madrid, aunque paraban en el mismo solo unos pocos trenes al día y siempre con destino El Escorial/Ávila. La estación fue clausurada en el año 1994.

## Situación ferroviaria
Se encontraba en el punto kilométrico 25.2 de la línea Madrid-Hendaya, entre las estaciones de Torrelodones y Las Matas.
La estación se halla a 770 metros de altitud.